# クロスプレイ

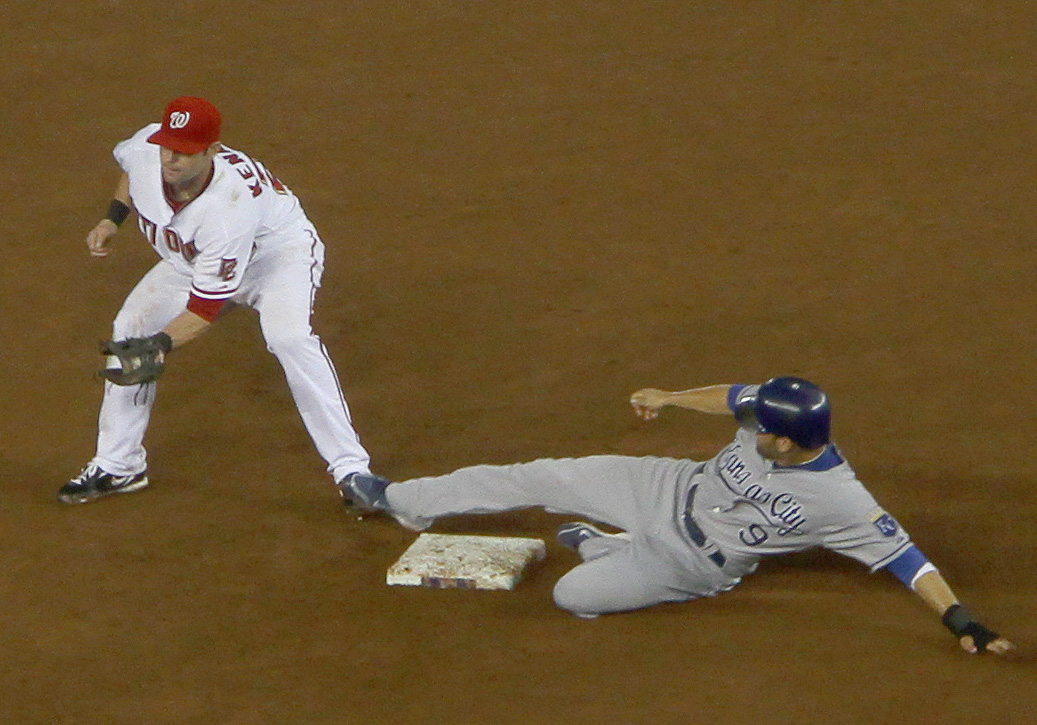
二塁でのクロスプレイ。走者はデビッド・デヘスース、二塁手はアダム・ケネディ

クロスプレイとは、野球・クリケットなどで、走者と野手が接近（close）して行われるプレイをいう。英語では "close play" と綴られ、アウト / セーフなどの判定の難しい・きわどいプレイ一般に用いられるが、日本ではとりわけ選手同士の接触を伴うような激しいプレイを指してこう呼ばれることが多い。

## 概要
ボールを持った野手がフォースの状態でない走者をアウトにするためには、走者の身体へ触球を行うことが求められる。一方、走者はアウトにされることなく、かつ得点する目的のため1つでも先の塁へ進もうとするために進塁を試みる。この両者のプレイが塁の付近で行われると、両者はその目的のため、激しく接近してプレイを行う。このようなプレイをクロスプレイと呼ぶ。
クロスプレイは、プレーヤー同士の激しい接触のため怪我につながる可能性もある。体当たりや転倒による怪我が起こったり、ヘッドスライディングの場合は野手の足や塁に衝突したりする恐れもある。また、プレーヤーはスパイクを履いているため、足からのスライディングは相手プレーヤーの身体に当たって出血させる恐れもある。また、ぶつかり方によっては乱闘が発生する場合も十分ありうる。

## クロスプレイの判定

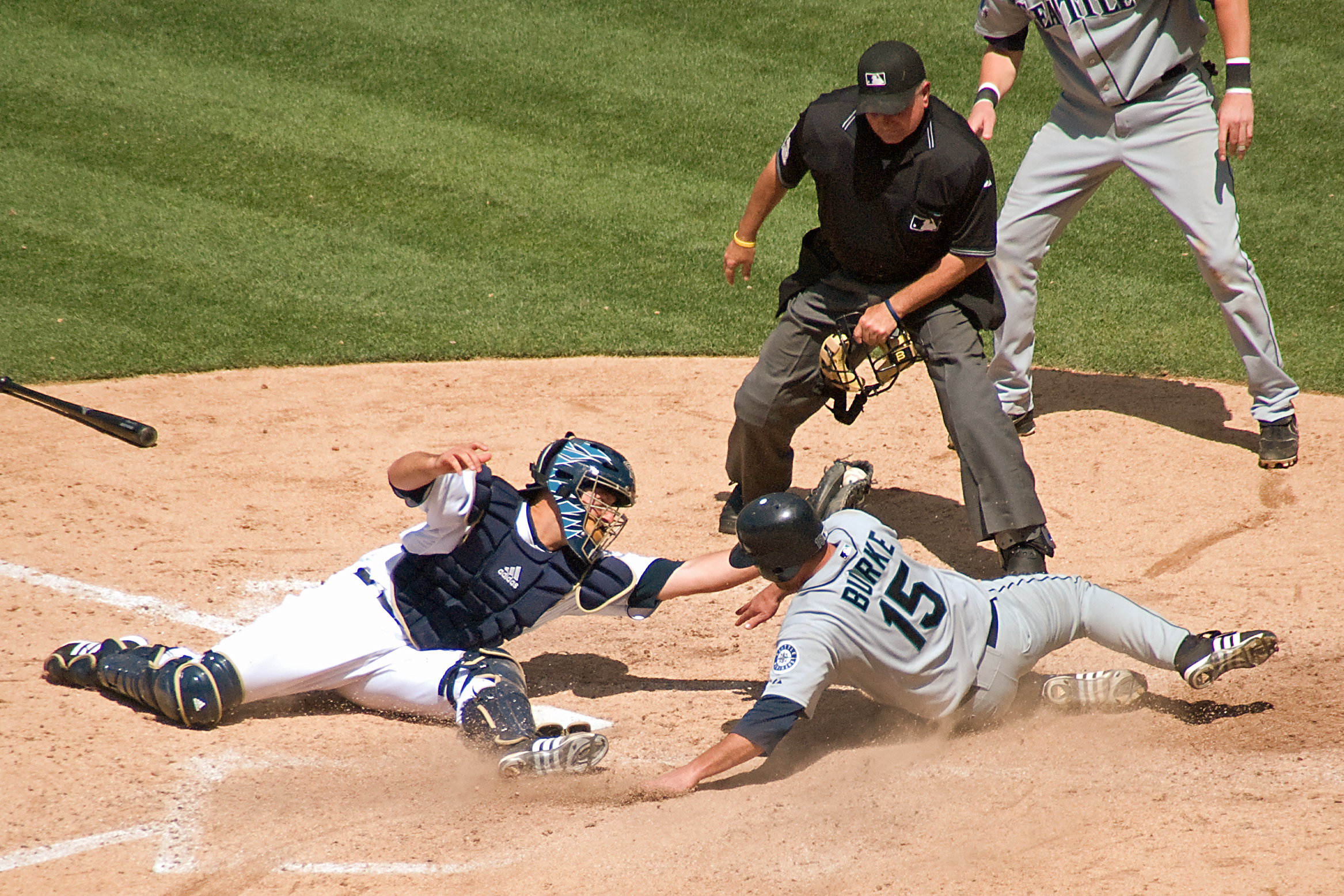
本塁でのクロスプレイ。走者はジェイミー・バーク

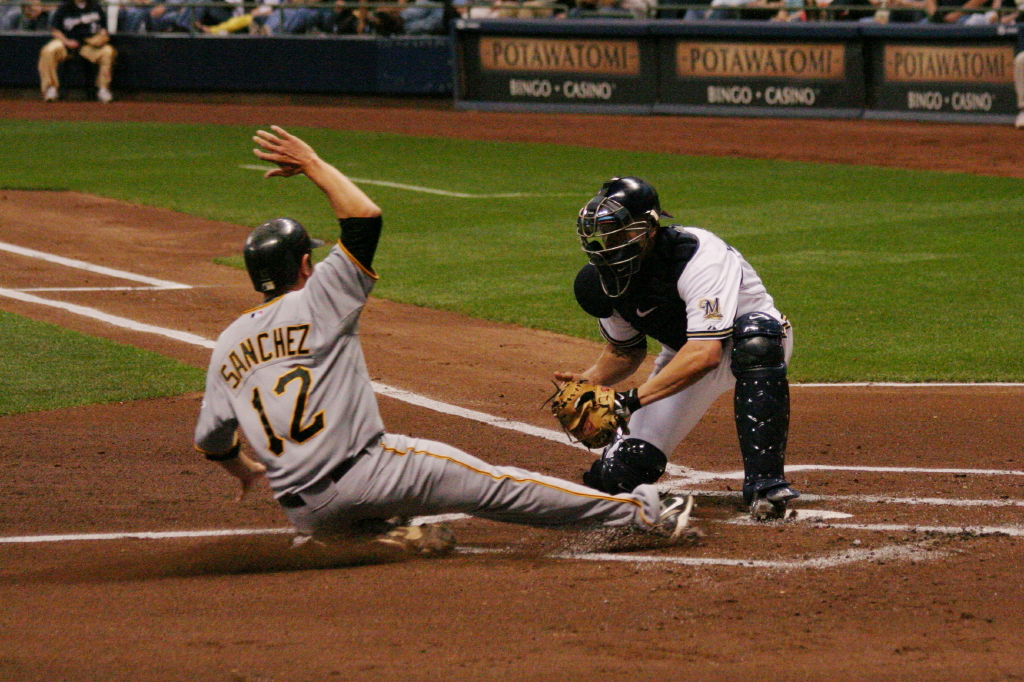
本塁でのクロスプレイ。走者はフレディ・サンチェス、捕手はジェイソン・ケンドール

クロスプレイはどの塁でも起こりうるプレイであり、野手が走者に触球しようとするときには、走者もアウトを免れようと、激しく触塁する場合が多くなる。野手と走者が衝突した結果、野手がボールを落としたり、たとえボールを落とさなくても、手の上でジャッグルしたりした場合には、触球後にボールを確実に保持していないことになるため、走者はアウトにはならない。なお、野手が触球した後、どのくらい保持すればよいかは、審判員の判断による。
野手がボールを持たないときかまたはボールを処理する行為をしていないときに走路を妨げることは走塁妨害になる。例えば、まだボールを持っていない捕手が三塁―本塁間の塁線上や本塁の前に位置して送球を待ったり、まだ送球を受ける前から足を出したりして、得点しようとしている走者の走塁をブロックする行為は走塁妨害である。
一方、走者も送球を故意に妨げてはならない。得点しようとしている走者が送球を受けようとしている捕手のミットにめがけて体当たりやタックルを行なったり、ミットを蹴り上げるようなスライディングを行なったりする行為は、守備妨害である。クロスプレイ等の結果アウトになった、あるいは得点した直後の走者が野手の次のプレイを妨害した場合は、プレイの対象となっていた走者（プレイの対象の走者が判定しにくいときは、最も本塁に近い走者）がアウトになる。また、特に悪質な場合として、併殺が行われる状況で、先にアウトになった（なりそうな）走者が明らかに併殺を行うための守備を妨害した場合は、妨害を行った走者がアウトになるのはもちろん、打者走者もアウトになる。

## 本塁上の捕手へのタックルやブロックについて
かつての公認野球規則では、本塁上の衝突・タックルに関しては何も定められていなかった。他方で、ブロックに関しては公認野球規則の7・06(a)に規定があり、「捕手はボールを持たないで、得点しようとしている走者の進路をふさぐ権利はない」「この規定に違反したとみなされる捕手に対しては、審判員は必ずオブストラクションを宣告しなければならない」と一定の場合走塁妨害になる旨が定められていた。
メジャーリーグでは、2011年5月26日に、前年の新人王バスター・ポージーが本塁上でスコット・カズンズのタックルを受けて左下腿の腓骨骨折と左足首靱帯断裂の重傷を負った際、ポージーの代理人がルール変更を主張したり、ジャイアンツファンがカズンズを脅迫したりしたため話題となった。そのため、直後にメジャーリーグ公式ホームページによって緊急アンケートが採られたところ、カズンズはクリーンなプレーをしたという投票が60%前後であった。また、ポージーの同僚コディ・ロスは、彼が離脱したことは残念だとしながらも、以前スライディングをして足を入れた際に捕手にブロックで膝を落とされて大怪我をした（なお、日本では小久保裕紀が2003年に同様の怪我をした）ことに触れ、捕手が走路にいるなら当たりに行く方を好む旨を述べている。
そのため、メジャーリーグでは本塁上のタックルはなくならないとも考えられており、逆に日本ではプロのレベルでもおとなしくて構わないという見解もあるなど、日米で考え方の違いがありプレーに影響を及ぼしていた。例えば、アメリカではクロスプレイ時に捕手は必ずマスクをつけているが、日本ではマスクを外す指導がなされていた。
結局2013年春頃からアメリカの新聞紙で「マッチョ・ナンセンス」（和訳すれば無駄マッチョ、蛮勇という意味合い）という表現で体当たりを前提とした本塁上のクロスプレーを盛んに批判する風潮が見られるようになり、カズンズなどの例を教訓とした形でMLBでは2014年度からようやく「捕手の本塁ブロックを禁止する」規定（コリジョンルール）を盛り込むこととなった。日本プロ野球においても2016年よりコリジョンルールが採用され、タックルやブロックは禁止されるようになった。
一方で、メジャーリーグや日本プロ野球でコリジョンルールが採用される前から本塁でのタックルやブロックを制限する規則を採用していた大会や団体もあった。国際野球連盟主催の15歳以下世界選手権においては、本塁上のタックルを禁止する反面、捕手側もボールを持たない状態でのブロックも禁止しており、違反の場合はそれぞれ守備妨害や走塁妨害が宣告されることになっていた（2011年までは18歳以下が対象であった）。
日本のアマチュア野球での規則（アマチュア野球内規）では、2008年に「オブストラクションの厳格適用」という項目が定められた。この中では、捕手または野手が、あらかじめ塁線上およびその延長線上の塁上に位置して（足または脚を置いて）送球を待つことを禁止し、違反した場合は厳格に走塁妨害を適用することとしている。また、走者のタックルに関しては、2013年のアマチュア野球内規の改正において、「危険防止（ラフプレイ禁止）ルール」という項目が定められた。
日本高等学校野球連盟では高校野球特別規則を定め、その中で走塁妨害に独自の解釈を採用して球の不保持時の捕手の立ち位置を規定している。

## 事例

### 土井の左足
1969年10月30日に後楽園球場で行われた日本シリーズ、読売ジャイアンツ対阪急ブレーブスの第4戦で、4回表、無死一・三塁の場面。巨人はディレードダブルスチールを仕掛け、一塁走者王貞治が二塁へ、次いで三塁走者土井正三が本塁へスタートした。阪急の捕手岡村浩二は、投球を捕ると一度二塁へ送球した。二塁手山口富士雄がこれを受けて再び岡村へ転送、本塁で土井と岡村のクロスプレイとなった。
岡村は送球を捕って本塁に突入してきた土井を跳ね飛ばしたので、このプレイはアウトと思われた。しかし、球審岡田功はこれをセーフと判定した。この判定に、完璧に土井の走塁を防いだと確信していた岡村は激高し、岡田を殴打、岡田は岡村に退場を宣告した。これは、日本シリーズの歴史の中で初の退場処分である。
試合後に記者に「アウトだったのではないか?」と詰め寄られた岡田は、帰宅後「ミスジャッジをしてしまったかもしれない」と悩み、辞表を提出しようと考えていた。しかし翌朝、新聞に問題となった本塁でのクロスプレイの写真が大きく掲載された。そこには、跳ね飛ばされる直前に土井の左足が岡村の両足の間をかいくぐり、本塁を踏んでいる瞬間が写し出されていた。これにより、岡田の的確な判定と土井の走塁技術の高さが賞賛された。一方、阪急監督・西本幸雄は「どう見てもあれは“ジャンパイア”だ」と批判している（日本シリーズ初の退場事件#コメントを参照）。